# 510 (album, Status Praesents)
510 je debutové studiové album pražské skupiny Status Praesents. Obsahuje 10 písní, hostuje na něm MC Migelowski z Bogota System a píseň Underground je první a až do roku 2015 poslední písní od kapely v českém jazyce. Píseň Desire byla už na demo albu Demo 00.

## Seznam skladeb
| Pořadí         | Název           | Délka |
| -------------- | --------------- | ----- |
| 1.             | Intro           |       |
| 2.             | 510             |       |
| 3.             | Hidden In Me    |       |
| 4.             | Go Ahead        |       |
| 5.             | Over Again      |       |
| 6.             | Ride            |       |
| 7.             | Far Away        |       |
| 8.             | Desire          |       |
| 9.             | Display My Soul |       |
| 10.            | Underground     |       |
| Celková délka: | Celková délka:  | 37:00 |